# 四分滩站
四分滩站是位于内蒙古自治区五原县民族乡的一个铁路车站，邮政编码015115。车站建于1957年，有包兰铁路经过该站，为双台5线标准化中间站，现办理客货运业务，每天有6851、6852次列车停靠。车站及其上下行区间均为电气化区段。车站距离包头站190公里，隶属呼和浩特铁路局，是四等站。